# Cristian Sosa
Cristian Nicolás Sosa De Luca, meglio noto come Cristian Sosa (Montevideo, 19 febbraio 1985), è un calciatore uruguaiano, difensore del Tempio.

## Carriera
In Italia ha giocato col Gallipoli in Serie B e col Taranto, prima di passare al Cittadella, sempre fra i cadetti.
Il 7 gennaio 2014 viene acquistato a titolo definitivo dal Venezia, squadra di Prima Divisione; a fine stagione viene ceduto all'Alessandria, in tre anni con la formazione piemontese raggiunge la semifinale di Coppa Italia contro il Milan nel 2016 (massimo piazzamento di una formazione di terza serie in 30 anni) e sfiora in due occasioni (regular season e play-off) la promozione in Serie B nel 2017.
Il 31 agosto 2017 viene ceduto definitivamente al Modena. Il 10 novembre 2017, dopo l'esclusione dal campionato della squadra emiliana, viene svincolato d'ufficio, fino al 22 novembre, quando viene ufficializzato il suo ingaggio dal Fano.
Nell'agosto del 2023 firma con il Real Casalnuovo, nuova società presieduta da Antonio Stompanato che ha acquisito il titolo sportivo dell'Afragolese, al suo primo campionato di Serie D.

## Statistiche

### Presenze e reti nei club
Statistiche aggiornate al 7 maggio 2024.
| Stagione           | Squadra            | Campionato         | Campionato | Campionato | Coppa nazionale | Coppa nazionale | Coppa nazionale | Coppe continentali | Coppe continentali | Coppe continentali | Altre coppe | Altre coppe | Altre coppe | Totale | Totale |
| Stagione           | Squadra            | Comp               | Pres       | Reti       | Comp            | Pres            | Reti            | Comp               | Pres               | Reti               | Comp        | Pres        | Reti        | Pres   | Reti   |
| ------------------ | ------------------ | ------------------ | ---------- | ---------- | --------------- | --------------- | --------------- | ------------------ | ------------------ | ------------------ | ----------- | ----------- | ----------- | ------ | ------ |
| 2008-2009          | Taranto            | 1D                 | 21         | 1          | CI+CI-LP        | 0+2             | 0               | -                  | -                  | -                  | -           | -           | -           | 23     | 1      |
| 2009-2010          | Gallipoli          | B                  | 34         | 3          | CI              | 0               | 0               | -                  | -                  | -                  | -           | -           | -           | 34     | 3      |
| 2010-gen. 2011     | Târgu Mureș        | Liga I             | 4          | 1          | CR              | 1               | 0               | -                  | -                  | -                  | -           | -           | -           | 5      | 1      |
| gen.-giu. 2011     | Taranto            | 1D                 | 9+2        | 0          | CI+CI-LP        | -               | -               | -                  | -                  | -                  | -           | -           | -           | 11     | 0      |
| 2011-2012          | Taranto            | 1D                 | 29+2       | 0          | CI+CI-LP        | 0               | 0               | -                  | -                  | -                  | -           | -           | -           | 31     | 0      |
| Totale Taranto     | Totale Taranto     | Totale Taranto     | 59+4       | 1          |                 | 2               | 0               |                    | -                  | -                  |             | -           | -           | 65     | 1      |
| 2012-2013          | Cittadella         | B                  | 36         | 2          | CI              | 2               | 0               | -                  | -                  | -                  | -           | -           | -           | 38     | 2      |
| 2013-gen. 2014     | Cittadella         | B                  | 12         | 0          | CI              | 1               | 0               | -                  | -                  | -                  | -           | -           | -           | 13     | 0      |
| Totale Cittadella  | Totale Cittadella  | Totale Cittadella  | 48         | 2          |                 | 3               | 0               |                    | -                  | -                  |             | -           | -           | 51     | 2      |
| gen.-giu. 2014     | Venezia            | 1D                 | 14         | 1          | CI+CI-LP        | -               | -               | -                  | -                  | -                  | -           | -           | -           | 14     | 1      |
| 2014-2015          | Alessandria        | LP                 | 35         | 0          | CI+CI-LP        | 2+2             | 0               | -                  | -                  | -                  | -           | -           | -           | 39     | 0      |
| 2015-2016          | Alessandria        | LP                 | 31+1       | 3          | CI+CI-LP        | 6+1             | 0               | -                  | -                  | -                  | -           | -           | -           | 39     | 3      |
| 2016-2017          | Alessandria        | LP                 | 30+5       | 0          | CI+CI-LP        | 2+1             | 0               | -                  | -                  | -                  | -           | -           | -           | 38     | 0      |
| Totale Alessandria | Totale Alessandria | Totale Alessandria | 96+6       | 3          |                 | 14              | 0               |                    | -                  | -                  |             | -           | -           | 116    | 3      |
| nov. 2017          | Modena             | C                  | 5          | 0          | CI-C            | 0               | 0               | -                  | -                  | -                  | -           | -           | -           | 5      | 0      |
| nov. 2017-2018     | Fano               | C                  | 21         | 1          | CI-C            | -               | -               | -                  | -                  | -                  | -           | -           | -           | 21     | 1      |
| 2018-2019          | Fano               | C                  | 37         | 0          | CI-C            | 3               | 0               | -                  | -                  | -                  | -           | -           | -           | 40     | 0      |
| Totale Fano        | Totale Fano        | Totale Fano        | 58         | 1          |                 | 3               | 0               |                    | -                  | -                  |             | -           | -           | 61     | 1      |
| 2019-2020          | Sicula Leonzio     | C                  | 27+2       | 0          | CI-C            | 3               | 0               | -                  | -                  | -                  | -           | -           | -           | 32     | 0      |
| nov. 2020-2021     | Livorno            | C                  | 22         | 0          | CI              | -               | -               | -                  | -                  | -                  | -           | -           | -           | 11     | 0      |
| 2021-2022          | Arzachena          | D                  | 33+1       | 0          | CI-D            | 1               | 0               | -                  | -                  | -                  | -           | -           | -           | 35     | 0      |
| 2022-2023          | Arzachena          | D                  | 31+1       | 2+1        | CI-D            | 1               | 0               | -                  | -                  | -                  | -           | -           | -           | 33     | 3      |
| Totale Arzachena   | Totale Arzachena   | Totale Arzachena   | 64+2       | 2+1        |                 | 2               | 0               |                    | -                  | -                  |             | -           | -           | 68     | 3      |
| 2023-2024          | Real Casalnuovo    | D                  | 26         | 1          | CI-D            | 2               | 0               | -                  | -                  | -                  | -           | -           | -           | 28     | 1      |
| Totale carriera    | Totale carriera    | Totale carriera    | 459        | 16         |                 | 29              | 0               |                    | -                  | -                  |             | -           | -           | 488    | 16     |

## Palmarès

### Club

#### Competizioni nazionali
- Copa Artigas: 1

Defensor Sporting: 2005-2006
- Campionato uruguaiano: 1

Defensor Sporting: 2007-2008